# Verband der Polnischen Bildenden Künstler

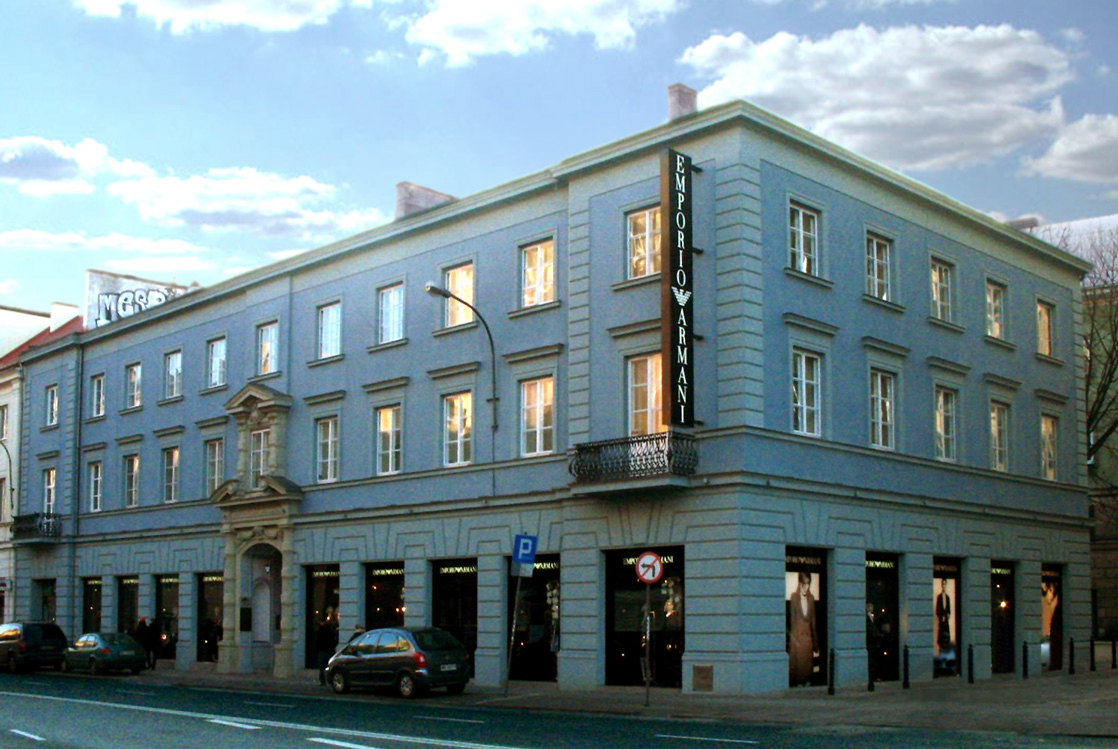
ZPAP-Zentrale in Warschau

Der Verband der Polnischen Bildenden Künstler (polnisch: Związek Polskich Artystów Plastyków, kurz ZPAP) ist die wichtigste Interessenvertretung von professionellen Künstlern und Designern in Polen. Der Verband hat rund 8500 Mitglieder, die im Bereich der bildenden Künste tätig sind: Malerei, Glasmalerei, Bildhauerei, Grafikdesign, Innen- und Bühnengestaltung, Industriedesign, Glas, Keramik, neue Medien und Restaurierung von Kunstwerken. Die Gründung des Verbandes erfolgte im Jahr 1911 in Krakau, bis 1939 wurde die Vereinigung in Form einer Gewerkschaft geführt. Nach dem Zweiten Weltkrieg wurde ZPAP als Verband wiedergegründet.
Während der Zeit des Kriegsrechts in Polen unterstützte ZPAP die unabhängige Gewerkschaft Solidarność und opponierte gegen die Militärregime. Als Folge wurde der Verband von den Militärbehörden – nach Weigerung, mehrere Erklärungen zurückzuziehen – 1982 suspendiert. ZPAP-Vertreter arbeiteten im Untergrund weiter und 1989 wurde der Verband wieder zugelassen. Heute ist ZPAP landesweit in 23 Regionen eingeteilt und fördert über Verlagstätigkeiten wie Regionalausstellungen die Entwicklung der Kunst in Polen und seiner Mitglieder.

## Organisation
Die Mitgliedschaft können Absolventen von anerkannten höheren Kunstausbildungsstätten, und hierbei besonders der polnischen Kunstakademien beantragen. Neben den Regionalbüros betreibt der Verband Weiterbildungsstätten in Ustka und Świnoujście.
Die Organisation unterstützt und finanziert mehrere kommerzielle Kunstgalerien in Polen sowie Einzelhandlungen für Künstlerbedarf. Neben vielen anderen (auch internationalen) Veranstaltungen wird einmal jährlich auch der renommierte Jan-Cybis-Preis vergeben. ZPAP hat einen Sitz im Leitungsgremium der International Association of Art (IAA). Seit 1996 verwaltet der Verband auch die Vermarktungsrechte von mehr als 1000 Mitgliedern.
Die Zentrale in Warschau befindet sich in einem historischen Gebäude in der ulica Nowy Świat, in dem im 18. Jahrhundert die Magnatenfamilie Lubomirski lebte. Das Gebäude wurde nach dem Zweiten Weltkrieg originalgetreu wieder aufgebaut. Die regionalen Büros von ZPAP befinden sich in Białystok, Bielsko-Biała, Bydgoszcz, Częstochowa, Gdańsk, Katowice, Kielce, Koszalin, Kraków, Lublin, Łódź, Olsztyn, Opole, Posen, Radom, Rzeszów, Stettin, Toruń, Breslau, Zakopane, Zielona Góra und Gliwice.